# Pseudagriotes
Pseudagriotes is een geslacht van kevers uit de familie  
kniptorren (Elateridae).
Het geslacht is voor het eerst wetenschappelijk beschreven in 1896 door Schwarz.

## Soorten
Het geslacht omvat de volgende soort:
- Pseudagriotes holtzi Schwarz, 1896